# Mark Hildreth
Mark Hildreth (Vancouver, 24 de janeiro de 1978 -) é um ator e músico canadense. Ele já apareceu em vários filmes e séries de televisão. Graduando-se na Escola Nacional de Teatro do Canadá, Mark Hildreth participou em peças teatrais como Hamlet (O Projeto Shakespeare), Bertram em All's well that Ends well (Bard on the beach), Ricardo de Gloucester em Richard III (NTSC) e Cale Blackwell in Fire (Teatre Lac Brome).
Ator em atividade desde 1986, Mark fez trabalhos com a voz com 10 anos, como a voz da Beany na produção da DIC Entertainment Beany e Cecil. Desde então, interpretou papéis em: Alex Mann em Action Man, Harrison em Stargate: Infinity, Angel em X-Men: Evolution e Heero Yuy em Gundam Wing.
Em 2001, apareceu como Mark Eugene Marchbanks em Candida. Ele fez recentemente alguns trabalhos como voz dos soldados inimigos para o vídeo game Metal Gear Solid 4: Guns of Patriots.
Em 2003, entrou para a banda Davis Trading como tecladista e cantor. Após negociação para sair da banda, em 2004, Mark formou a sua própria banda com o guitarrista Jory Neal Groberman e o baterista Amrit Basi. Mark escreve e canta todas as músicas originais. O seu estilo musical recai algures entre Elton John e Stevie Wonder.
A partir de 2009, Mark integra o elenco da série V (Visitors) como Joshua.

## Filmografia
- The Hollow (2018) .... O Cara Estranho
- End of the World (2013) .... Max[1]
- V (2009) .... Joshua
- The Tudors (2009) .... Cardeal Reginald Pole
- Wolverine and the X-Men (2008) .... Quicksilver
- Burnout Paradise (2008) Video Game .... DJ Atomika (voz)
- Pirates of the Caribbean 3 (2007) ... Cryer
- This Space for Rent (2006)... River Sorenson
- Barbie and the Magic of Pegasus 3-D (2005)... Aiden (voz)
- Dragons II: The Metal Ages (2005).... Dev
- My Scene Goes to Hollywood (2005).... Sutton (voz)
- Young Blades (2005) .... Siroc
- Earthsea (2004) .... Jasper
- Eighteen (2004/I) .... Macauley
- Everyone (2004) .... Grant
- Barbie as the Princess and the Pauper (2004) .... Dominic
- G.I. Joe: Valor vs. Venom (2004) .... Hi-Tech
- Dragons: Fire & Ice (2004) .... Prince Dev
- Battle Assault 3 (2004) .... Heero Yuy
- SSX 3 (2003)
- X-Men Evolution (2003) .... Angel
- Barbie of Swan Lake (2003) .... Prince Daniel
- G.I. Joe: Spy Troops (2003) .... Hightech
- They (2002) .... Troy
- Barbie as Rapunzel (2002) .... Stefan
- Stargate: Infinity (2002) .... R.J. Harrison
- Ultimate Muscle: The Kinnikuman Legacy (2002) .... The Adams
- Gundam: Battle Assault 2 (2002) .... Heero Yuy
- Just Cause (2001) .... Ted Kasselbaum
- Wolf Lake (2001) .... Billy
- Gundam Wing: Endless Waltz (2000) .... Heero Yuy (voz)
- Call of the Wild[necessário esclarecer] (2000) .... Stanton
- Mobile Suit Gundam Wing (2000) .... Heero Yuy (voz)
- Action Man (2000) .... Alex Mann (voz)
- Y2K (1999/II) (TV) .... Jovem soldado 2
- Past Perfect (1998) .... Rusty Walker
- Fatal Fury: The Motion Picture (1998) .... Terry Bogard
- Dragon Ball Z (1989) .... Dr. Briefs/vozes adicioanis (1996-1997)
- Please Save My Earth (1996) .... Issei Nishikiyori
- Fatal Fury 2: The New Battle (1996) .... Terry Bogard
- Action Man (1995) .... vozes adicionais
- Fatal Fury: Legend of the Hungry Wolf (1995) .... Terry Bogard
- Shock Treatment (1995) .... Craig Grant
- Street Fighter: The Animated Series (1995) ... Vega, Cody
- Conan and the Young Warriors (1994) .... vozes adicionais
- Hurricanes (1993) .... Ingred
- Relentless: Mind of a Killer (1993) .... Jeremy
- The Bots Master (1993) .... Ziv 'ZZ' Zulander
- Kishin heidan (1993) .... Jack
- King Arthur and the Knights of Justice (1992) Sir Zeke/Squire Everett
- The Odyssey (1992) .... Finger
- My Son Johnny (1991) .... Johnny
- The New Adventures of He-Man (1990) .... Caz
- After the Promise (1987) .... Raymond 3
- The Humanoid (1986) .... Eric
- Love Is Never Silent (1985) .... Bradley Ryder Riders